# Таљо (Удине)
Таљо је насеље у Италији у округу Удине, региону Фурланија-Јулијска крајина.
Према процени из 2011. у насељу је живело 271 становника. Насеље се налази на надморској висини од 23 м.